# Seznam olešnických knížat

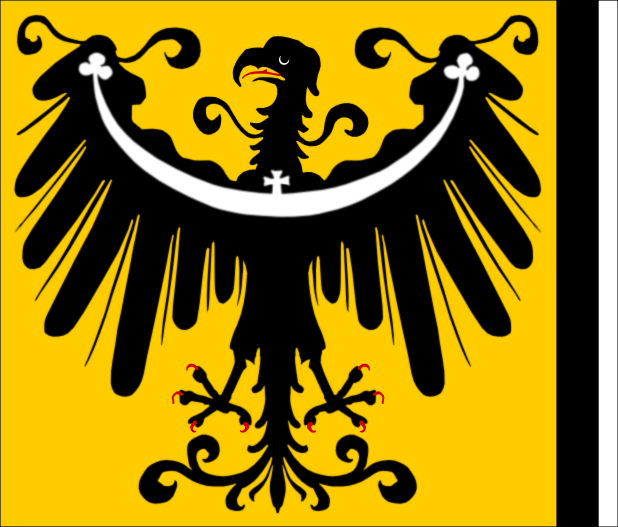
Vlajka se znakem Olešnického knížectví

Olešnické knížectví vzniklo rozdělením pozůstalosti Jindřicha III. Hlohovského mezi jeho syny roku 1313. Zajímavostí je, že všichni mužští potomci knížete Konráda I. se jmenovali Konrád. Tak jeden čas spolu vládlo v knížectví pět bratrů Konrádů. Po vymření dynastie Piastovců roku 1492 připadlo knížectví jako bezprostřední českému králi. V roce 1495 převzali knížectví páni z Kunštátu a Poděbrad, kteří zde vládli 150 let. Po krátké dvouleté vládě českého krále v letech 1647-1649 přešlo knížectví na rod Württemberků.

## Piastovci(1313–1492)
| #  | Jméno                         | Portrét | Narození        | Úmrtí                 | Vláda        | Poznámky |
| -- | ----------------------------- | ------- | --------------- | --------------------- | ------------ | --- |
| 1. | Boleslav Olešnický            |         | okolo 1293-96   | 1320/21               | 1313–1320/21 | Syn Jindřicha III. Hlohovského. |
| 2. | Konrád I. Olešnický           |         | okolo 1292–98   | prosinec 1366         | 1320/21–1366 | Syn Jindřicha III. Hlohovského. |
| 3. | Konrád II. Olešnicko-Kozelský |         | okolo 1338–40   |                       | 1366–1403    | Syn Konráda I. Také kníže kozelský. |
| 4. | Konrád III. Olešnický         |         | okolo 1354–59   | prosinec 1412         | 1403–1412    | Syn Konráda II. Také kníže kozelský. |
| 5. | Konrád IV. Starší             |         | okolo 1380-90   | 9. srpen 1447         | 1412–1416    | Syn Konráda III. |
| 5. | Konrád V. Kantner             |         | okolo 1381-87   | 10. září 1439         | 1412–1439    | Syn Konráda III. |
| 5. | Konrád VI. Děkan              |         | okolo 1387-91   | 3. září 1427          | 1416–1427    | Syn Konráda III. |
| 5. | Konrád VII. Bílý              |         | okolo 1390      | 14. únor 1452         | 1416–1450    | Syn Konráda III. |
| 5. | Konrád VIII. Mladší           |         | okolo 1395-1400 | mezi 1444-47          | 1416–1427    | Syn Konráda III. |
| 6. | Konrád IX. Černý              |         | okolo 1415-20   | 14. srpen 1471        | 1450–1471    | Syn Konráda V. Poslední Piast na olešnickém stolci.                                                                                         |
| 6. | Konrád X. Bílý                |         | okolo 1420      | 21. září 1492         | 1450–1452    | Syn Konráda V. Roku 1452 si vzal Stínavsko, bratr zůstal v Olešnici. Po jeho smrti se znovu ujal Olešnicka. Poslední Piast olešnické větve. |
| 7. | Markéta Plocká                |         |                 |                       | 1471–1475    | Manželka Konráda IX. |
| 8. | Barbora Olešnická             |         | 1465            | po 30. listopadu 1479 | 1475–1478    | Dcera Konráda IX. |
| 9. | Konrád X. Bílý                |         | okolo 1420      | 21. září 1492         | 1478–1492    | Druhé období vlády. Syn Konráda V. Poslední Piast olešnické větve.                                                                          |

## Jagellonci(1492–1495)
| #   | Jméno                     | Portrét | Narození       | Úmrtí           | Vláda     | Poznámky                                                                 |
| --- | ------------------------- | ------- | -------------- | --------------- | --------- | ------------------------------------------------------------------------ |
| 10. | Vladislav II. Jagellonský |         | 1. březen 1456 | 13. březen 1516 | 1492–1495 | Vládce knížectví z titulu českého krále. Syn Kazimíra IV. Jagellonského. |

## Poděbradovci(1495–1647)
| #   | Jméno               | Portrét                            | Narození        | Úmrtí             | Vláda     | Poznámky                                                                                 |
| --- | ------------------- | ---------------------------------- | --------------- | ----------------- | --------- | ---------------------------------------------------------------------------------------- |
| 11. | Jindřich I. Starší  |                                    | 15. květen 1448 | 24. červen 1498   | 1495–1498 | Syn českého krále Jiřího z Poděbrad. Také kníže minsterberský a volovský, hrabě kladský. |
| 12. | Karel I.            | Náhrobek Karla I. a jeho ženy Anny | 4. květen 1476  | 31. květen 1536   | 1498–1536 | Syn Jindřicha I. Spoluvládl s bratry Jiřím a Albrechtem.                                 |
| 12. | Jiří I.             |                                    | 2. říjen 1470   | 10. listopad 1502 | 1498–1502 | Syn Jindřicha I. Spoluvládl s bratry Albrechtem a Karlem.                                |
| 12. | Albrecht            |                                    | 2. srpen 1468   | 12. červenec 1511 | 1498–1511 | Syn Jindřicha I. Spoluvládl s bratry Jiřím a Karlem.                                     |
| 13. | Jan Olešnický       |                                    |                 | 1565              | 1536–1565 | Syn Karla I.                                                                             |
| 13. | Jáchym              |                                    | 18. leden 1503  | 27. prosinec 1562 | 1536–1542 | Syn Karla I. Také biskup braniborský.                                                    |
| 13. | Jindřich II. Mladší |                                    |                 | 1548              | 1536–1548 | Syn Karla I.                                                                             |
| 13. | Jiří II.            |                                    |                 | 1553              | 1536–1553 | Syn Karla I.                                                                             |
| 14. | Jindřich III.       |                                    |                 | 1587              | 1548–1553 | Syn Jindřicha II.                                                                        |
| 15. | Karel Kryštof       |                                    | 22. květen 1545 | 17. březen 1569   | 1565–1569 | Syn Jana Olešnického.                                                                    |
| 16. | Jindřich III.       |                                    |                 | 1587              | 1569–1587 | Druhé období vlády. Spoluvláda s bratrem Karlem II.                                      |
| 16. | Karel II.           |                                    |                 | 1617              | 1569–1617 | Syn Jindřicha II. Spoluvláda s bratrem Jindřichem III.                                   |
| 17. | Jindřich Václav     |                                    |                 | 1639              | 1617–1639 | Syn Karla II. Spoluvláda s bratrem Karlem Fridrichem.                                    |
| 17. | Karel Fridrich I.   |                                    |                 | 1647              | 1617–1647 | Syn Karla II. Spoluvláda s bratrem Jindřichem Václavem. Poslední slezský Poděbradovec.   |